# Myrcia polyneura
Myrcia polyneura là một loài thực vật có hoa trong Họ Đào kim nương. Loài này được (Urb.) Borhidi mô tả khoa học đầu tiên năm 1983.